# 佩列科林齊
48°42′58″N 27°36′49″E / 48.71611°N 27.61361°E
佩列科林齊（烏克蘭語：Перекоринці），是烏克蘭的村落，位於該國西南部文尼察州，由莫希利夫-波季利斯基區負責管轄，面積1.58平方公里，海拔高度274米，2001年人口398，人口密度每平方公里251.26人。